# Vaulnaveys-le-Haut
 Vaulnaveys-le-Haut  es una población y comuna francesa, en la región de Ródano-Alpes, departamento de Isère, en el distrito de Grenoble y cantón de Vizille.

## Demografía
| 1263 | 1404 | 1564 | 2058 | 2666 | 3096 |
| Para los censos de 1962 a 1999 la población legal corresponde a la población sin duplicidades (Fuente: INSEE [Consultar]) |      |      |      |      |      |